# Sphagnum richardsianum
Sphagnum richardsianum är en bladmossart som beskrevs av H. Crum 1978. Sphagnum richardsianum ingår i släktet vitmossor, och familjen Sphagnaceae. Inga underarter finns listade i Catalogue of Life.